# Eugene O'Brien (compositore)
Eugene O'Brien (Paterson, 24 aprile 1945) è un compositore statunitense.
È stato membro di facoltà presso la Jacobs School of Music dell'Università dell'Indiana dal 1987. È stato presidente del Dipartimento di Composizione dal 1994 al 1999 ed è attualmente il Decano Esecutivo Associato. È stato anche membro delle facoltà di composizione del Cleveland Institute of Music e della Catholic University of America di Washington. Le biografie e le descrizioni delle sue opere sono incluse nel Grove Dictionary of Music and Musicians, il Dizionario biografico dei musicisti di Baker e nell'Harvard Biographical Dictionary of Music.

## Formazione
Eugene O'Brien nacque a Paterson, New Jersey e studiò composizione con Robert Beadell, Bernd Alois Zimmermann, John Eaton, Iannis Xenakis e Donald Erb. Ha conseguito una laurea triennale e una laurea presso l'Università del Nebraska, ha svolto studi post laurea presso la Staatliche Hochschule für Musik di Colonia, in Germania, come studioso Fulbright e ha conseguito il dottorato in Arti musicali presso il Cleveland Institute of Music, presso la Case Western Reserve University.

## Premi, borse di studio e commissioni
Eugene O'Brien è il destinatario dell'Academy Award in Music dell'American Academy of Arts and Letters, nel 1971 il Rome Prize dell'American Academy in Rome (Elegy for Bernd Alois Zimmermann, soprano e gruppo da camera),  ha ricevuto premi dalla BMI Foundation (1967, 1970), ASCAP e la Lega dei Compositori / Società internazionale di musica contemporanea e il Cleveland Arts Prize. Ha ricevuto Guggenheim, Rockefeller, Fulbright, National Endowment for the Arts e altre borse di studio, ed è ha ricevuto commissioni dalla Fromm Foundation presso l'Università di Harvard, la Serge Koussevitzky Foundation nella Biblioteca del Congresso, dal Meet-the-Composer / Lila Wallace Reader's Digest Fund e da molti artisti ed gruppi americani ed europei.

## Musica
La musica di O'Brien è stata ascoltata nei concerti dell'Orchestra di Cleveland, delle Orchestre della RAI) di Roma e Torino, della Omaha Symphony, come parte della serie Saint Louis Symphony Discovery, della serie Louisville Orchestra New Dimensions e in numerosi altri concerti e festival in tutto il paese e all'estero. Registrato sulle etichette CRI, Golden Crest, Crystal, Capstone e Indiana University, i suoi lavori sono pubblicati da Codex Nuovo, G. Schirmer e Boosey & Hawkes.
Attivo anche nell'esecuzione di nuova musica, il compositore Eugene O'Brien ha fondato il Cleveland New Music Reconnaissance unitamente a Donald Erb nel 1978 ed è stato associato al gruppo come direttore fino al 1984. Nel 1985-87 ha lavorato nel comitato di produzione del Contemporary Music Forum di Washington e dirige il New Music Ensemble dell'Università dell'Indiana dal 1991 al 1993.
O'Brien ha ricevuto diverse recensioni sul suo lavoro, tra cui "Embarking for Cythera", "Clouds of Magellan", "Mysteries of the Horizon", "Tristan's Lament", "In the Country of Last Things", "Close Harmony", "Allures".